# Rezerwat przyrody Podolany
Rezerwat przyrody Podolany – rezerwat przyrody położony na terenie gminy Białowieża w województwie podlaskim, od północy graniczący z linią kolejową z Hajnówki do Białowieży na odcinku Grudki – Białowieża Towarowa. Został utworzony w 1995 roku i zajmuje powierzchnię 15,10 ha.
Przedmiotem ochrony jest grąd – typowe dla Puszczy Białowieskiej zbiorowisko leśne. W tym miejscu występują warianty czyśćcowy i turzycowy grądu z dużym udziałem dorodnych, pomnikowych, ponad 300-letnich dębów szypułkowych. Znajdują się tu też stanowiska żagwicy listkowatej i storczyka plamistego.
Obszar rezerwatu jest objęty ochroną czynną.